# Szrecer
Szrecer, jazgarz dunajski (Gymnocephalus schraetser) – gatunek ryby z rodziny okoniowatych.

## Występowanie
Dorzecze Dunaju.
Żyje w niewielkich stadach w głębokich miejscach o silnym prądzie i twardym dnie.

## Opis
Dorasta do 15-20(25) cm długości. 
grzbiet ciemny, oliwkowozielony, boki żółte z 3-4 podłużnymi, czasami przerywanymi, czarnymi pasami. W przedniej części płetwy grzbietowej szeregi regularnych, owalnych, ciemnych plam.

## Odżywianie
Zjada larwy owadów, narybek, ikrę itp.

## Rozród
Tarło od III do V. W tym czasie w dużych ławicach wchodzi do mniejszych rzek. Ikra jest składana w miejscach o silnym prądzie, w postaci długich wstęg przyklejanych do zatopionych korzeni, kamieni itp.